# Deag, Mureș

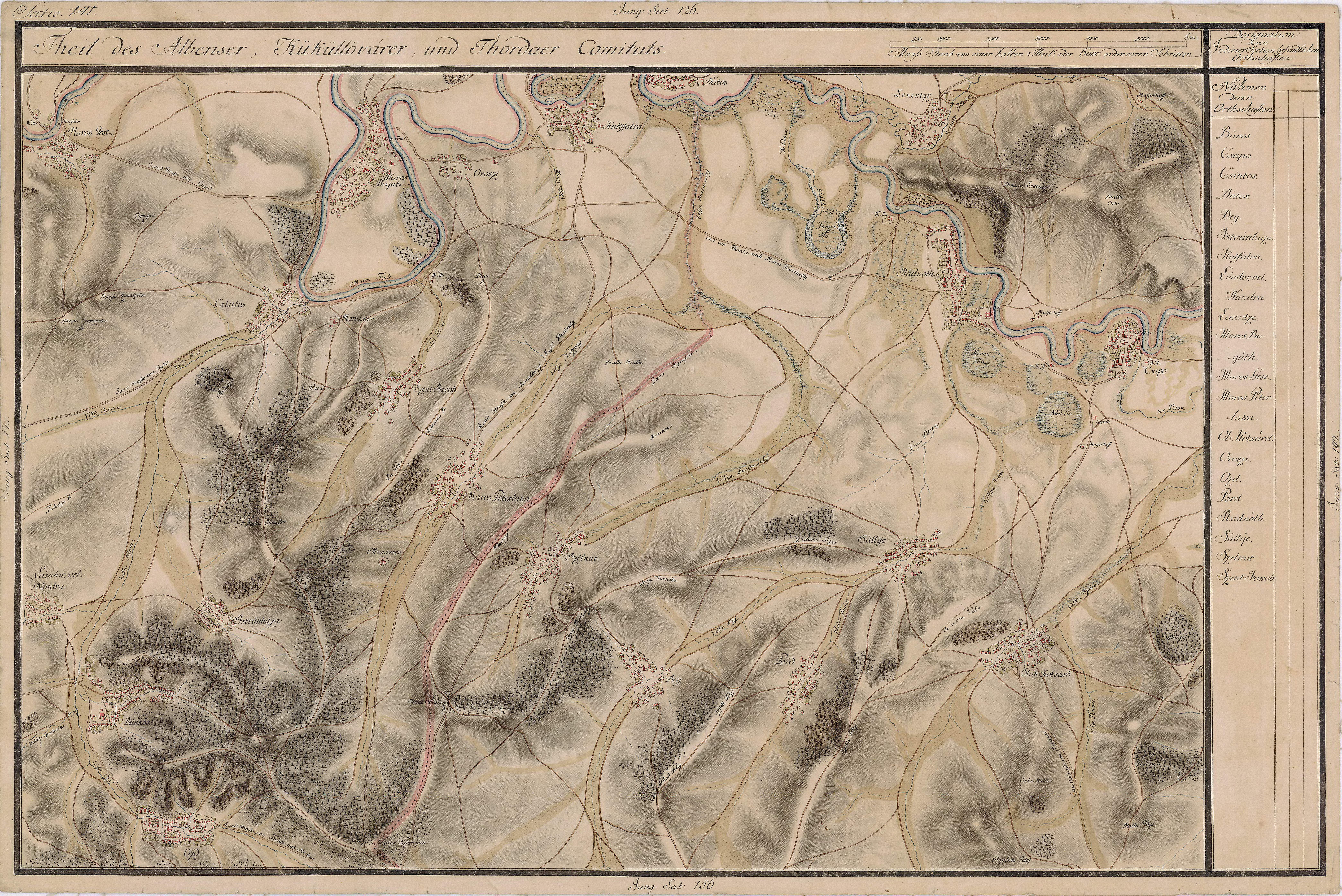
Deag în Harta Iosefină a Transilvaniei, 1769-1773

Deag este un sat ce aparține orașului Iernut din județul Mureș, Transilvania, România.

## Istoric
Prima atestare documentară a satului este din 1332.

## Obiective memoriale
Mormântul Eroilor Români din Al Doilea Război Mondial este amplasat în cadrul cimitirului din localitate. A fost amenajat în anul 1944 și are o suprafață de 2,4 m. Aici sunt înhumați 18 eroi necunoscuți. 

## Populație
Conform Recensământului din anul 2022 populația localității era de 259 locuitori în scădere față de populația ultimului recensământ când erau 330 locuitori. 

## Personalități
- Emil Breda (1883 - 1920), deputat în Marea Adunare Națională de la Alba Iulia 1918